# An-Nabi Shayth
An-Nabi Shayth (àrab: ٱلنَّبِي شَيْت, An-Nabī Xayt) és un poble situat a la vall de la Bekaa, dins del districte de Baalbek, a l'est del Líban. Es troba a 71 km de Beirut i a una altitud de 1220 metres sobre el nivell del mar.
El nom del poble prové del profeta Set, fill d'Adam, el qual es creu que va ser enterrat allí. Tot i que hi ha tradicions que també situen la tomba de Set al poble palestí de Bashshit o a la ciutat iraquiana de Mossul, a An-Nabí Shayth hi ha una tomba on es creu que hi és enterrat, a sobre de la qual es va construir una mesquita.
An-Nabi Shayth és la localitat natal de l'antic líder i cofundador de Hezbol·là, Abbas al-Musawi, així com la d'altres líders de Hezbol·là com Fuad Shukr. El poble d'An-Nabi Sheeth està habitat principalment per persones amb els cognoms Helbawi, Al-Moussawi, Hazimeh i Chokr.

## Història
Ibn Jubayr (1145–1217) va assenyalar:
| «            | Les dues tombes de Xayt [Set] i Nuh [Noè] […] es troben a la Biqà, i a dos dies de viatge des de Dimaixq. Un que va mesurar la tomba de Xayt, ens va informar que feia 40 braces (ba) de llarg, i la tomba de Nuh en feia 30. La tomba del fill de Nuh es troba al costat de la de Nuh. Hi ha un edifici sobre les tombes, i una dotació amb finalitats benèfiques. | » |
| — Ibn Jubayr | |   |

El 1838, Eli Smith va assenyalar En-Neby Sheeth com un poble Metawileh (xiïta libanès) al districte de Baalbek.
El 22 de desembre de 1998, la Força Aèria Israeliana (FAI) va bombardejar una granja a An-Nabi Shayth matant una dona i sis nens. L'objectiu havia estat una antena que pertanyia a l'emissora de ràdio Voice of the Oppressed de Hezbol·là. Hezbol·là va respondre disparant coets al nord d'Israel, i va ferir setze persones. Dues setmanes més tard, la FAI va tornar a intentar destruir el pal de la ràdio, ferint set habitants del poble. El 14 d'abril de 2024, l'exèrcit israelià va dur a terme un atac aeri contra la localitat, al·legant que hi havia un centre de fabricació d'armes per a Hezbol·là.